# Anne Enright
Anne Enright, född 11 oktober 1962 i Dublin, är en irländsk författare.
Enright har publicerat essäer, noveller, en faktabok och fyra romaner. Innan hennes roman The Gathering vann Bookerpriset 2007, var Enright inte speciellt känd i Irland och Storbritannien trots att hennes böcker fick bra recensioner. Hennes författande utforskar teman som familjerelationer, kärlek och sex. 

## Biografi
Enright vann ett internationellt stipendium till Lester B. Pearson United World College of the Pacific(en) i Victoria, British Columbia, där hon studerade i två år. Hon tog examen i engelska och filosofi vid Trinity College Dublin. Hon började skriva på allvar när familjen gav henne en elektrisk skrivmaskin på hennes 21-årsdag. Hon fick ett stipendium till University of East Anglia's där hon studerade kreativt skrivande, några av hennes lärare var Angela Carter och Malcolm Bradbury.
Enright var TV-producent och chef för RTÉ i Dublin i sex år. Hon var producent för RTÉ:s program Nighthawks i fyra år. Sedan arbetade hon med barnprogram i två år och skrev på helgerna. The Portable Virgin, en novellsamling, gavs ut 1991. The Portable Virgin vann Rooney Prize for Irish Literature, 1991. Enright började skriva på heltid 1993.
Enright bor i Bray, County Wicklow. Hon är gift med Martin Murphy, som är teaterdirektör för Pavilion Theatre i Dún Laoghaire. De har två barn.

## Verk
Enrights första roman, The Wig My Father Wore, gavs ut 1995. Boken utforskar teman som kärlek, moderskap, religion och sexualitet. Berättaren i romanen är Grace, som lever i Dublin och arbetar för ett spelprogram. Hennes far bär peruk, något som man inte kan tala om när han är närvarande. En ängel vid namn Stephen som begick självmord 1934 och har kommit tillbaka till jorden för att vägleda förlorade själar flyttar in hos Grace och hon blir förälskad i honom.
Enrights nästa roman, What Are You Like?, (2000), handlar om ett par tvillingflickor, Marie och Maria som separerades vid födseln och har vuxit upp var för sig i Dublin och London. The Pleasure of Eliza Lynch, (2002) är en fiktiv berättelse om Eliza Lynch liv, en irländsk kvinna som var älskarinna till Paraguays president Francisco Solano López och som blev Paraguays mäktigaste kvinna under 1800-talet. Hennes bok Making Babies: Stumbling into Motherhood, (2004) är en samling av frispråkiga och humoristiska essäer om barnafödande och moderskap. Enrights fjärde roman, The Gathering, gavs ut 2007.
Enright har skrivit för tidningar som The New Yorker, The Paris Review, Granta, London Review of Books, Dublin Review och Irish Times. 
Enright vann Davy Byrne's Irish Writing Award 2004. Hon vann också Royal Society of Authors Encore Prize. 16 oktober 2007 fick Enright ta emot Bookerpriset på 50 000 pund för The Gathering. Romanen vann även Irish Novel of the Year 2008.

## Priser och utmärkelser
- Bookerpriset 2007 för The Gathering